# Kloster San Pedro de Siresa

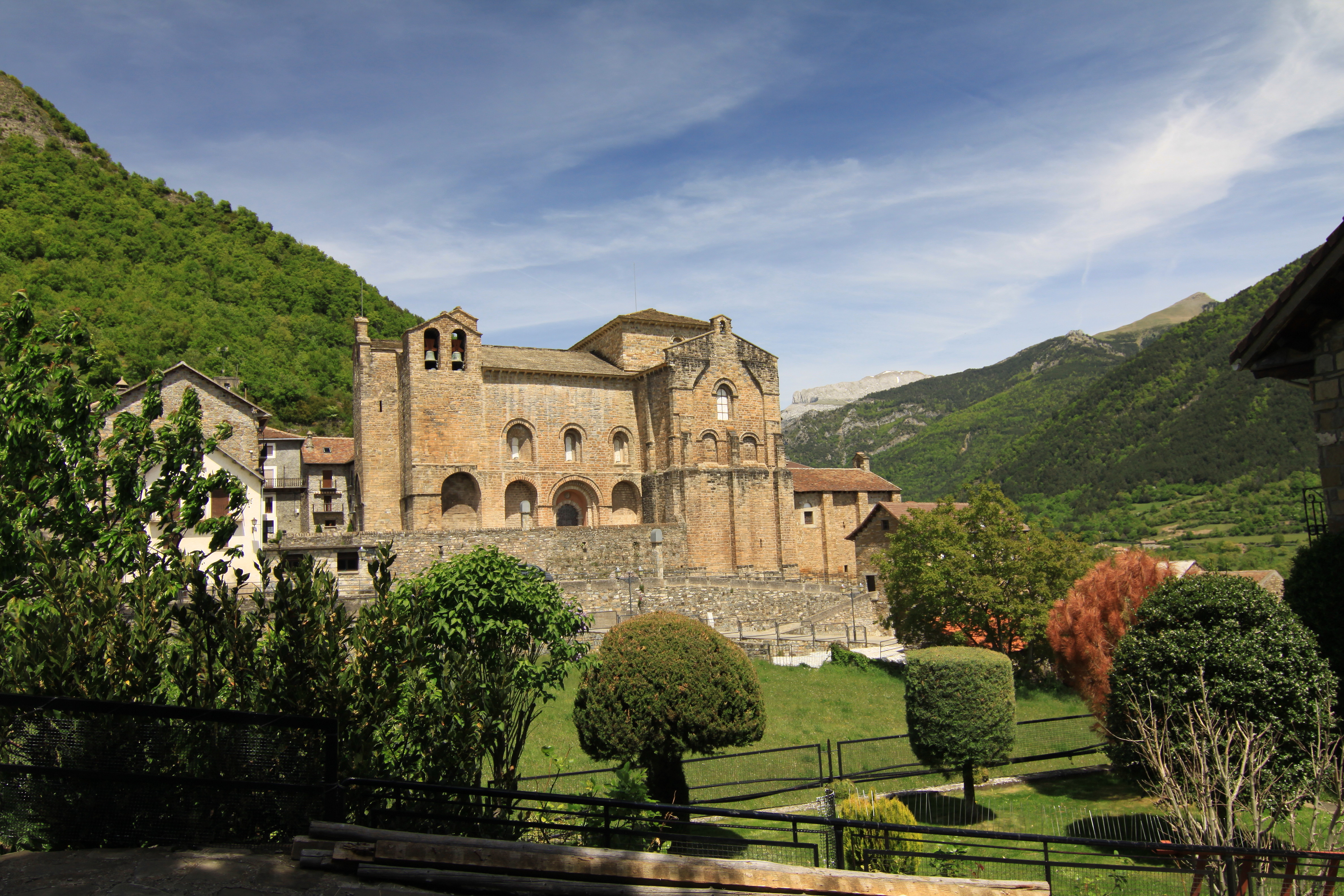
Klosterkirche San Pedro de Siresa

Das ehemalige Kloster San Pedro de Siresa im Valle de Hecho in der Provinz Huesca in der Autonomen Gemeinschaft Aragonien im Norden Spaniens war einst ein bedeutendes Benediktiner- und später Augustinerkloster.

## Lage
Das ehemals an einem alten Handelsweg zwischen Saragossa/Huesca und dem über den Puerto de Palo oder Col de Pau erreichbaren Béarn gelegene Kloster befindet sich beim heutigen Dorf Siresa auf der Südseite der Pyrenäen etwa 100 km (Fahrtstrecke) nordwestlich der Stadt Huesca bzw. ca. 45 km nordwestlich von Jaca in einer Höhe von etwa 880 m.

## Geschichte
Einige Archäologen vermuten eine westgotische Gründung, doch fehlen dafür letztlich schlüssige Beweise. Der erste überlieferte Abt des von den Mauren unbedrängten Klosters war ein gewisser „Zacharias“ (816). Urkunden des frühen 9. Jahrhunderts erwähnen eine Stiftung des ansonsten unbekannten Grafen Galindo Garcés zugunsten des Klosters. Eulogius von Córdoba erwähnt in einem kurzen Bericht über seinen Besuch der Abtei im Jahr 852 den Glanz (esplendor) des Klosters und seiner Bibliothek, in der u. a ein Exemplar der Aeneis aufbewahrt wurde. Im Jahr 864 kamen der Ort Echo (heute Valle de Hecho) sowie mehrere Weinberge in den Besitz des Klosters, das nach dem Jahr 922 sogar vorübergehend Bischofssitz wurde. Der vorwiegend gegen Pamplona gerichtete Feldzug Almansors (999) hatte möglicherweise Zerstörungen zur Folge und führte vorübergehend zum Verlassen des Klosters. Im Jahr 1063 wurde es dem Bistum Jaca angegliedert und im Jahr 1077 von Mönchen des Augustinerordens übernommen. Der spätere König Alfons I. von Aragón (reg. 1104–1134) erhielt hier einen Teil seiner Ausbildung. Im Jahr 1145 wurde das Kloster endgültig dem Bistum Jaca angeschlossen. Im 15. Jahrhundert konnte sich das Kloster immerhin noch mehrere bedeutende Altäre leisten. Im 19. Jahrhundert wurde das Kloster aufgelöst (Desamortización); die Klostergebäude wurden mit Ausnahme der Kirche abgerissen.

## Architektur

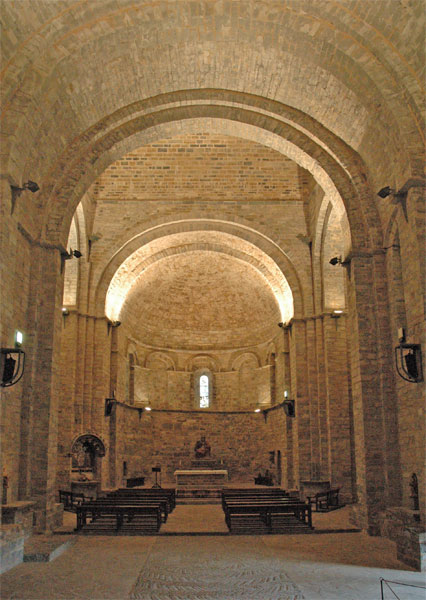
Romanische Apsis

Die heutige romanische Kirche stammt aus den Jahren nach 1082 und ist aus gut behauenen Steinen gemauert; in den folgenden Jahrhunderten wurden jedoch kaum spürbare spätere Veränderungen vorgenommen. Die turmlose Westfassade und ihr gestuftes Portal sind weitgehend schmucklos; über dem Portal prangt jedoch ein steinernes Christusmonogramm. Ein Glockengiebel steht quer zum eigentlichen Baukörper auf der Südseite der Kirche, wo sich auch der heutige Haupteingang mit seinem Renaissanceportal befindet. Die einschiffige ca. 36 m lange und ca. 14 m hohe Klosterkirche hat zusammen mit dem ca. 29 m breiten Querhaus den Grundriss eines lateinischen Kreuzes und ist tonnengewölbt; die Apsis zeigt die übliche Kalottenwölbung. Die Vierung wurde im Spätmittelalter erhöht, ist aber unbelichtet.

## Ausstattung
Zur Ausstattung der Kirche gehören ein von Eisenklammern zusammengehaltener romanischer Taufstein, ein farblich gefasster gotischer Kruzifixus im Viernageltypus und ein spätgotisches Altarretabel aus der Werkstatt des aragonesischen Malers Blasco de Grañén. Ein weiteres Altarretabel wird seinem Schüler Pedro García de Benabarre zugeschrieben; andere stehen im Querhaus.

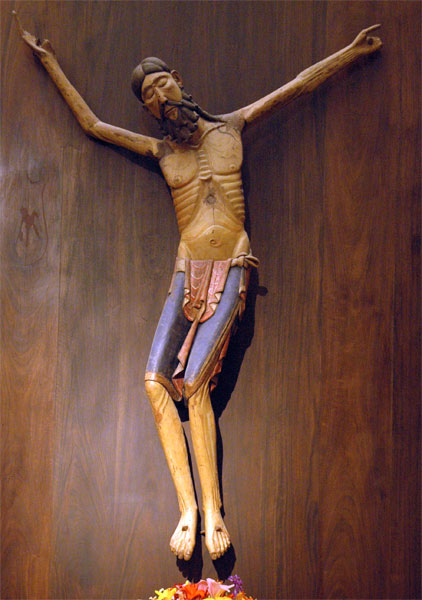
Gotischer Kruzifixus
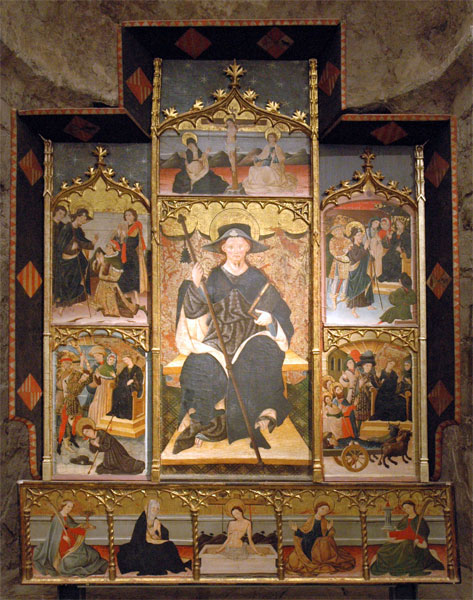
Blasco de Grañén – Altarretabel